# Ігла (ПЗРК)
«Ігла» (індекс ГРАУ — 9К38; за класифікацією НАТО — SA-18 Grouse) — радянський переносний зенітно-ракетний комплекс, призначений для ураження низьколетючих вертольотів і літаків, на зустрічних й паралельних курсах в умовах впливу природних та штучних теплових перешкод.
Комплекс прийнятий на озброєння 1983 року.

## Історія
Розробка принципово нового комплексу почалася в Коломні 1971 року. Головним розробником ПЗРК «Ігла» (9К38) було визначено КБМ МОП СРСР (головний конструктор — С. П. Непобідимий), а теплова ГСН створювалася ЛОМО МОП СРСР (головний конструктор ГСН — О. А. Артамонов). 
Головна мета полягала в тому, щоб створити ракету з кращою стійкістю до заходів протидії та вищою бойовою ефективністю, аніж комплекси попереднього покоління типу «Стріла».

## Бойове застосування

### Російсько-українська війна
За час збройного протистояння Російська Федерація доправила декілька десятків комплексів «Ігла» проросійським бойовикам. З їх допомогою було збито кілька вертольотів та літаків Збройних сил України, зокрема Іл-76 в Луганському аеропорту.
4 березня 2022 року в боях за Чернігів на околицях міста за допомогою ПЗРК «Ігла-1» 1985 року випуску Сергій Чижиков став першим, хто збив новітній багатоцільовий надманеврений винищувач четвертого покоління Су-35 (вартість якого 40-65 млн доларів США).
22 травня 2022 року поблизу міста Попасна збройними силами України з ПЗРК «Ігла» було збито російський Су-25, яким керував льотчик із вищим званням — генерал-майор у відставці 63-річний Канамат Боташев.
На початку липня 2022 року 101 ОБрО ГШ ЗСУ поширила фото збитої крилатої ракети. Військові стверджували, що розрахунок з ПЗРК «Ігла» зміг збити російську ракету Х-22, що летіла на Київ.
У вересні 2022 бомбардувальник СУ-34 збили ССО України «Іглою» в одному з районів виконання завдань.

## Оператори
«Ігла» перебуває на озброєнні армії України, країн, що входили до складу СРСР, а також з 1994 року експортується у понад 30 держав.

### Ігла-1E (SA-16)

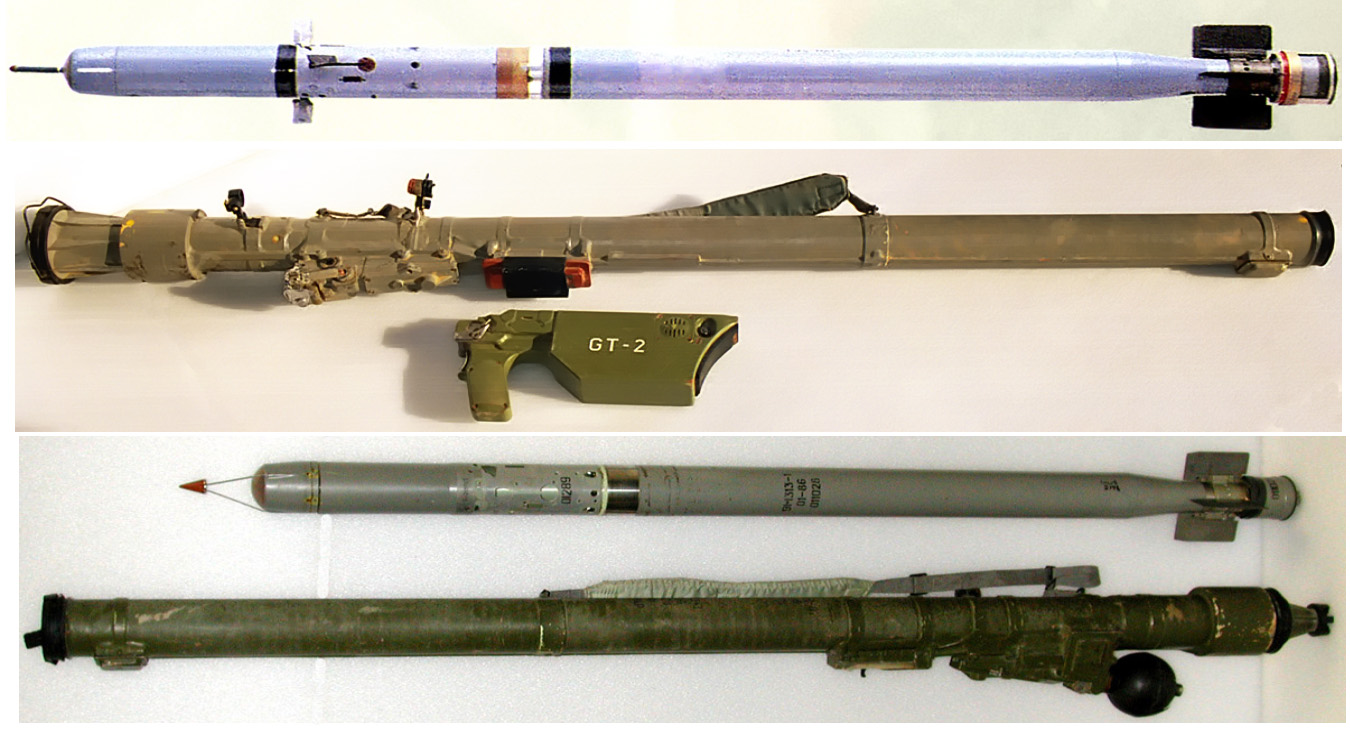
Згори ракета ПЗРК «Ігла», її пускова труба і рукоятка управління. Внизу елементи ПЗРК «Ігла-1» — ракета і пускова труба

- Ангола
- Вірменія
- Болгарія
- Хорватія
- Куба
- Еквадор
- Фінляндія — під назвою ItO 86 — використовувались раніше
- Грузія
- Угорщина
- Іран
- Ірак
- М'янма
- Північна Корея — місцевого виробництва
- Перу
- Польща
- Росія
- Словаччина
- Словенія
- Сербія — місцевого виробництва
- СРСР — передано країнам наступникам
- Сирія
- Україна
- Боснія і Герцеговина — 20 штук
- ОАЕ
- В'єтнам

### Ігла (SA-18)
- Вірменія
- Білорусь
- Бразилія
- Болгарія
- Камерун — використовувалась Армією Камеруну
- Єгипет
- Еритрея
- Фінляндія — під назвою ItO 86 — використовувались раніше
- Грузія
- Угорщина
- Індонезія
- Індія
- Іран
- Казахстан
- Північна Македонія
- М'янма
- Малайзія
- Мексика — Мексиканський морський флот
- Марокко
- Монголія
- Перу
- Росія
- Сінгапур — Сингапурські повітряні війська
- Сербія
- Шрі-Ланка
- Словаччина
- Південна Корея
- СРСР Сирія — Сирійська Арабська республіка, ГДР
- Таїланд

- Венесуела
- В'єтнам
- Зімбабве

### Ігла-С (SA-24)

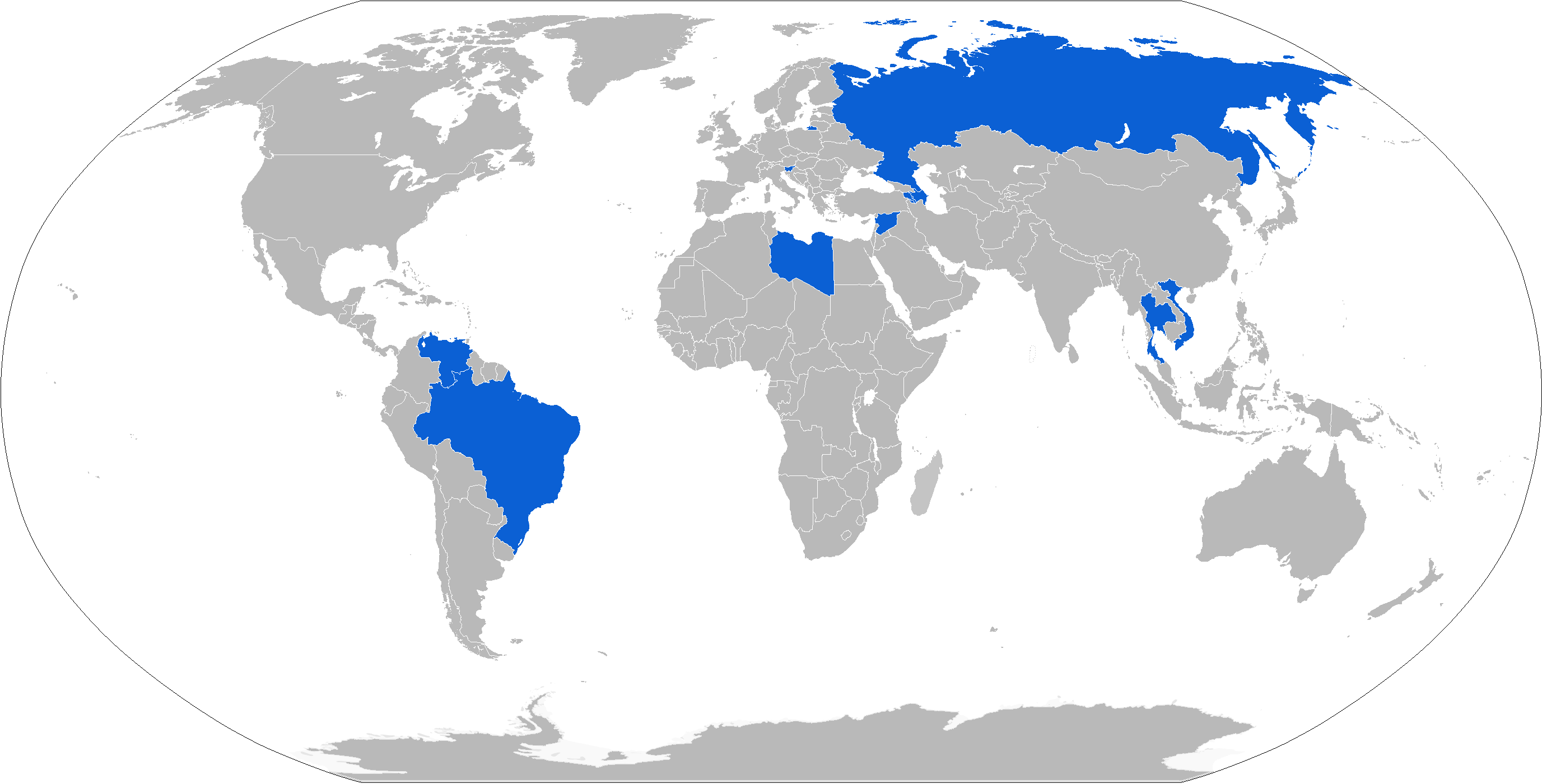
Країни-оператори «Ігла-С» (SA-24)

- Бразилія
- Іран — можливо отримали після громадянської війни 2011 року і у Лівії.
- Лівія — є фото докази, що авто зі змонтованими двійниками Ігли були на озброєнні Лівійської Армії під час Громадянської війни у Лівії 2011 року, починаючи з березня 2011. 482 Ігли-С були імпортовані з Росії в 2004. Деякі з них не були пораховані наприкінці війни і могли перейти до Ірану.[8][9][10]

- Словенія
- Венесуела

Можливі
- Індія — компанія Рособоронекспорт брала участь у міжнародному тендері на постачання систем протиповітряної оборони малого радіуса дії (VSHORAD) для індійської армії, який розпочався ще в 2012 році. Передбачалось постачання близько 5000 одиниць за $1,5 млрд. Попри те, що РОЕ запропонувала найнижчу вартість (за тендер змагались також Saab із ПЗРК RBS-70 NG та компанія MBDA з ПЗРК Mistral), вона може програти тендер через небажання передавати технології та через технічні збої зброї на випробуваннях[11].